# Joseph Alexandre Martigny
Joseph Alexandre Martigny (* 22. April 1808 in Sauverny; † 18. August 1880 in Bâgé-le-Châtel) war ein französischer katholischer Geistlicher und Christlicher Archäologe.
Er besuchte das Kleine Seminar in Belley und das Priesterseminar in Bourg-en-Bresse und wurde 1832 zum Priester geweiht. Nach diversen seelsorgerischen Aufgaben und ersten schriftstellerischen Versuchen wurde er 1849 Erzpriester von Bâgé-le-Châtel. Zunächst sollte er für das  Dictionnaire des Antiquités Grecques et Romaines die Beiträge zu christlich-archäologischen Themen verfassen, gab jedoch dann 1865 eigenständig das Dictionnaire des antiquités chrétiennes heraus, das erste lexikalische Handbuch der Christlichen Archäologie.

## Veröffentlichungen (Auswahl)
- Notice historique, liturgique et archéologique sur le culte de salute Agnès dans les premiers siècles. Paris 1847.
- De l’usage du Flabellum dans les liturgies antiques. In: Annales de l'Académie de Mácon 3, 1855, S. 370–379.
- Des anneaux chez les premiers chrétiens. In: Annales de l'Académie de Mácon 4, 1857, S. 85–119.
- De la représentation d’Orphée sur les monuments chrétiens primitifs. In: Annales de l'Académie de Mácon 4, 1857, S. 44–75.
- Étude archéologique sur l’agneau et le bon pasteur. In: Annales de l'Académie de Mácon 5, 1860, S. 44–145.
- Dictionnaire des antiquités chrétiennes. Hachette, Paris 1865 (Digitalisat), 2. Auflage 1877